# Parc national de Paband
Le parc national de Paband est un parc national dans la chaîne de l'Elbourz, en Iran.